# Holoxea
Holoxea is een geslacht van sponsdieren uit de klasse van de Demospongiae (gewone sponzen). 

## Soorten
- Holoxea collectrix Thiele, 1900
- Holoxea excavans Calcinai, Bavestrella, Cerrano & Sarà, 2001
- Holoxea furtiva Topsent, 1892
- Holoxea valida Thiele, 1900
- Holoxea violacea Boury-Esnault, 1973